# 倒卵叶梅花草
倒卵叶梅花草（学名：Parnassia obovata）为卫矛科梅花草属下的一个种。

## 扩展阅读
- 維基物種上的相關：倒卵叶梅花草